# Campeonato Europeo de Waterpolo Femenino de 2024
El XX Campeonato Europeo de Waterpolo Femenino se celebró en Eindhoven (Países Bajos) entre el 5 y el 13 de enero de 2024 bajo la organización de la Liga Europea de Natación (LEN) y la Federación Neerlandesa de Natación. Paralelamente se celebró el XXXVI Campeonato Europeo de Waterpolo Masculino.
Compitieron en el evento 16 selecciones nacionales afiliadas a la LEN por el título europeo, cuyo anterior portador era el equipo de España, ganador del Europeo de 2022. Los partidos se disputaron en el Estadio Acuático Pieter van den Hoogenband de la ciudad neerlandesa.
Originalmente, el campeonato iba a disputarse en Netanya (Israel), pero debido al conflicto armado palestino-israelí tuvo que cambiarse la sede.
La selección de los Países Bajos conquistó el título europeo al vencer en la final al equipo de España con un marcador de 7-8. El conjunto de Grecia ganó la medalla de bronce en el partido por el tercer puesto contra el equipo de Italia.

## Grupos
Los grupos A y B (División 1) incluyen a los ocho mejores equipos de acuerdo a sus últimos resultados, y los grupos C y D (División 2) a los otros ocho equipos.
| Grupo A      | Grupo B | Grupo C         | Grupo D     |
| ------------ | ------- | --------------- | ----------- |
| Países Bajos | España  | Rumanía         | Eslovaquia  |
| Hungría      | Israel  | Serbia          | Alemania    |
| Croacia      | Francia | República Checa | Reino Unido |
| Grecia       | Italia  | Turquía         | Bulgaria    |

## Primera fase
- Todos los partidos en la hora local de los Países Bajos (UTC+1).

Los dos primeros de los grupos A y B clasifican directamente para los cuartos de final, mientras que los otros dos de los grupos A y B disputan un partido de clasificación previo contra alguno de los dos mejores equipos de los grupos C y D.

### División 1

#### Grupo A
| Equipo       | J | G | GP | PP | P | GF | GC | DG  | PTS |
| ------------ | - | - | -- | -- | - | -- | -- | --- | --- |
| Países Bajos | 3 | 3 | 0  | 0  | 0 | 53 | 27 | +26 | 9   |
| Grecia       | 3 | 2 | 0  | 0  | 1 | 49 | 35 | +14 | 6   |
| Hungría      | 3 | 1 | 0  | 0  | 2 | 40 | 30 | +10 | 3   |
| Croacia      | 3 | 0 | 0  | 0  | 3 | 16 | 66 | -45 | 0   |

- Resultados

| Fecha | Hora  | Partido      | Partido | Partido | Resultado |
| ----- | ----- | ------------ | ------- | ------- | --------- |
| 05.01 | 19:00 | Países Bajos | -       | Croacia | 24-6      |
| 05.01 | 20:30 | Hungría      | -       | Grecia  | 12-14     |
| 06.01 | 16:00 | Grecia       | -       | Croacia | 25-8      |
| 06.01 | 19:00 | Países Bajos | -       | Hungría | 14-11     |
| 07.01 | 18:30 | Países Bajos | -       | Grecia  | 15-10     |
| 07.01 | 20:00 | Hungría      | -       | Croacia | 17-2      |

#### Grupo B
| Equipo  | J | G | GP | PP | P | GF | GC | DG  | PTS |
| ------- | - | - | -- | -- | - | -- | -- | --- | --- |
| España  | 3 | 3 | 0  | 0  | 0 | 53 | 23 | +30 | 9   |
| Italia  | 3 | 2 | 0  | 0  | 1 | 40 | 31 | +9  | 6   |
| Francia | 3 | 1 | 0  | 0  | 2 | 30 | 37 | -7  | 3   |
| Israel  | 3 | 0 | 0  | 0  | 3 | 26 | 58 | -32 | 0   |

- Resultados

| Fecha | Hora  | Partido | Partido | Partido | Resultado |
| ----- | ----- | ------- | ------- | ------- | --------- |
| 05.01 | 15:00 | Israel  | -       | Italia  | 11-20     |
| 05.01 | 16:30 | España  | -       | Francia | 17-8      |
| 06.01 | 17:30 | Italia  | -       | Francia | 12-6      |
| 06.01 | 20:30 | España  | -       | Israel  | 22-7      |
| 07.01 | 15:30 | Israel  | -       | Francia | 8-16      |
| 07.01 | 17:00 | España  | -       | Italia  | 14-8      |

### División 2

#### Grupo C
| Equipo          | J | G | GP | PP | P | GF | GC | DG  | PTS |
| --------------- | - | - | -- | -- | - | -- | -- | --- | --- |
| Serbia          | 3 | 3 | 0  | 0  | 0 | 43 | 14 | +29 | 9   |
| República Checa | 3 | 2 | 0  | 0  | 1 | 27 | 36 | -9  | 6   |
| Rumanía         | 3 | 1 | 0  | 0  | 2 | 25 | 35 | -10 | 3   |
| Turquía         | 3 | 0 | 0  | 0  | 3 | 22 | 32 | -10 | 0   |

- Resultados

| Fecha | Hora  | Partido | Partido | Partido         | Resultado |
| ----- | ----- | ------- | ------- | --------------- | --------- |
| 05.01 | 09:00 | Rumanía | -       | República Checa | 12-13     |
| 05.01 | 10:30 | Serbia  | -       | Turquía         | 13-6      |
| 06.01 | 12:00 | Turquía | -       | República Checa | 9-10      |
| 06.01 | 13:30 | Rumanía | -       | Serbia          | 4-15      |
| 07.01 | 09:00 | Rumanía | -       | Turquía         | 9-7       |
| 07.01 | 10:30 | Serbia  | -       | República Checa | 15-4      |

#### Grupo D
| Equipo      | J | G | GP | PP | P | GF | GC | DG  | PTS |
| ----------- | - | - | -- | -- | - | -- | -- | --- | --- |
| Reino Unido | 3 | 3 | 0  | 0  | 0 | 43 | 19 | +24 | 9   |
| Alemania    | 3 | 2 | 0  | 0  | 1 | 47 | 31 | +16 | 6   |
| Eslovaquia  | 3 | 1 | 0  | 0  | 2 | 40 | 32 | +8  | 3   |
| Bulgaria    | 3 | 0 | 0  | 0  | 3 | 23 | 71 | -48 | 0   |

- Resultados

| Fecha | Hora  | Partido    | Partido | Partido     | Resultado |
| ----- | ----- | ---------- | ------- | ----------- | --------- |
| 05.01 | 12:00 | Eslovaquia | -       | Reino Unido | 7-12      |
| 05.01 | 13:30 | Alemania   | -       | Bulgaria    | 29-9      |
| 06.01 | 09:00 | Bulgaria   | -       | Reino Unido | 6-19      |
| 06.01 | 10:30 | Eslovaquia | -       | Alemania    | 10-12     |
| 07.01 | 12:00 | Eslovaquia | -       | Bulgaria    | 23-8      |
| 07.01 | 13:30 | Alemania   | -       | Reino Unido | 6-12      |

## Fase final
- Todos los partidos en la hora local de los Países Bajos (UTC+1).

|  | Clasif. a cuartos | Clasif. a cuartos |         |              | Cuartos de final | Cuartos de final |        |              | Semifinales  | Semifinales |  |  | Final       | Final       |
|  | 8 de enero        | 8 de enero        |         |              | 9 de enero       | 9 de enero       |        |              | 11 de enero  | 11 de enero |  |  | 13 de enero | 13 de enero |
|  |                   |                   |         |              |                  |                  |        |              |              |             |  |  |             |             |
|  |                   |                   |         |              |                  |                  |        |              |              |             |  |  |             |             |
|  |                   |                   |         |              |                  |                  |        |              |              |             |  |  |             |             |
|  | España            | 17                |         |              |                  |                  |        |              |              |             |  |  |             |             |
|  | España            | 17                | Croacia | 11           |                  |                  |        |              |              |             |  |  |             |             |
|  |                   | Croacia           | Croacia | 11           | 6                |                  |        |              |              |             |  |  |             |             |
|  | Serbia            | Croacia           | 8       |              | 6                | España           | 13     |              |              |             |  |  |             |             |
|  | Serbia            |                   | 8       |              |                  | España           | 13     |              |              |             |  |  |             |             |
|  |                   |                   |         | Grecia       | 5                |                  |        |              |              |             |  |  |             |             |
|  | Grecia            | 15                |         | Grecia       | 5                |                  |        |              |              |             |  |  |             |             |
|  | Grecia            | 15                | Francia | 14           |                  |                  |        |              |              |             |  |  |             |             |
|  |                   | Francia           | Francia | 14           | 7                |                  |        |              |              |             |  |  |             |             |
|  | Alemania          | Francia           | 6       |              | 7                | España           | 7      |              |              |             |  |  |             |             |
|  | Alemania          |                   | 6       |              |                  | España           | 7      |              |              |             |  |  |             |             |
|  |                   |                   |         | Países Bajos | 8                |                  |        |              |              |             |  |  |             |             |
|  | Países Bajos      | 25                |         | Países Bajos | 8                |                  |        |              |              |             |  |  |             |             |
|  | Países Bajos      | 25                | Israel  | 13           |                  |                  |        |              |              |             |  |  |             |             |
|  |                   | Reino Unido       | Israel  | 13           | 6                |                  |        |              |              |             |  |  |             |             |
|  | Reino Unido (P)   | Reino Unido       | 14      |              | 6                | Países Bajos     | 7      | Tercer lugar | Tercer lugar |             |  |  |             |             |
|  | Reino Unido (P)   |                   | 14      |              |                  | Países Bajos     | 7      | Tercer lugar | Tercer lugar |             |  |  |             |             |
|  |                   |                   |         | Italia       | 6                |                  |        |              |              |             |  |  |             |             |
|  | Italia            | 12                |         | Italia       | 6                |                  |        |              |              |             |  |  |             |             |
|  | Italia            | 12                | Hungría | 27           |                  |                  | Grecia | 7            |              |             |  |  |             |             |
|  |                   | Hungría           | Hungría | 27           | 11               |                  | Grecia | 7            |              |             |  |  |             |             |
|  | Rep. Checa        | Hungría           | 4       |              | 11               | Italia           | 6      |              |              |             |  |  |             |             |
|  | Rep. Checa        |                   | 4       |              |                  | Italia           | 6      |              |              |             |  |  |             |             |

### Clasificación a cuartos de final
| Fecha | Hora  | Partido | Partido | Partido         | Resultado |
| ----- | ----- | ------- | ------- | --------------- | --------- |
| 08.01 | 16:00 | Croacia | -       | Serbia          | 11-8      |
| 08.01 | 17:30 | Israel  | -       | Reino Unido     | 13-14 (P) |
| 08.01 | 19:00 | Francia | -       | Alemania        | 14-6      |
| 08.01 | 20:30 | Hungría | -       | República Checa | 27-4      |

### Cuartos de final
| Fecha | Hora  | Partido      | Partido | Partido     | Resultado |
| ----- | ----- | ------------ | ------- | ----------- | --------- |
| 09.01 | 16:00 | España       | -       | Croacia     | 17-6      |
| 09.01 | 17:30 | Países Bajos | -       | Reino Unido | 25-6      |
| 09.01 | 19:00 | Grecia       | -       | Francia     | 15-7      |
| 09.01 | 20:30 | Italia       | -       | Hungría     | 12-11     |

### Semifinales
| Fecha | Hora  | Partido      | Partido | Partido | Resultado |
| ----- | ----- | ------------ | ------- | ------- | --------- |
| 11.01 | 19:00 | España       | -       | Grecia  | 13-5      |
| 11.01 | 20:30 | Países Bajos | -       | Italia  | 7-6       |

### Tercer lugar
| Fecha | Hora  | Partido | Partido | Partido | Resultado |
| ----- | ----- | ------- | ------- | ------- | --------- |
| 13.01 | 19:00 | Grecia  | -       | Italia  | 7-6       |

### Final
| Fecha | Hora  | Partido | Partido | Partido      | Resultado |
| ----- | ----- | ------- | ------- | ------------ | --------- |
| 13.01 | 20:30 | España  | -       | Países Bajos | 7-8       |

## Medallero
| Países Bajos | España | Grecia |
| Laura Aarts Fleurien Bosveld Nina ten Broek Britt van den Dobbelsteen Kitty-Lynn Joustra Maartje Keuning Simone van de Kraats Lola Moolhuijzen Bente Rogge Lieke Rogge Vivian Sevenich Brigitte Sleeking Sabrina van der Sloot Marit van der Weijden Iris Wolves | Paula Camús Amorós Paula Crespí Anna Espar Laura Ester Judith Forca María del Carmen García Paula Leitón Cristina Nogué Frigola Beatriz Ortiz Muñoz María del Pilar Peña Nona Pérez Vivas Isabel Piralkova Coello Ariadna Ruiz Barril Elena Ruiz Barril Martina Terré Martí | Alexandra Asimaki Jrysula Diamantopulo Nikoleta Eleftheriadu Eleni Eliniadi Ioanna Jydirioti Irini Ninu María Patra Elefthería Plevritu Margartita Plevritu Vasilikí Plevritu Stefanía Santa Ioanna Stamatopulu Sofía Tornaru Athina Yannopulu Eleni Xenaki |
| Evanyelos Dudesis (seleccionador) | Miguel Ángel Oca (seleccionador) | Alexia-Anna Kammenu (seleccionador) |

## Estadísticas

### Clasificación general
| 1. Países Bajos     |
| 2. España           |
| 3. Grecia JO CM     |
| 4. Italia           |
| 5. Hungría          |
| 6. Francia CM       |
| 7. Reino Unido CM   |
| 8. Croacia          |
| 9. Israel           |
| 10. Serbia          |
| 11. Alemania        |
| 12. República Checa |
| 13. Turquía         |
| 14. Rumanía         |
| 15. Eslovaquia      |
| 16. Bulgaria        |

### Máximas goleadoras
| Núm. | Nombre              | Selección   | Goles | Tiros | %      | Partidos jugados |
| ---- | ------------------- | ----------- | ----- | ----- | ------ | ---------------- |
| 1    | Rita Keszthelyi     | Hungría     | 21    | 44    | 47,7 % | 6                |
| 1    | Alina-Ioana Olteanu | Rumanía     | 21    | 48    | 43,8 % | 5                |
| 1    | Belen Vosseberg     | Alemania    | 21    | 37    | 58,6 % | 6                |
| 4    | Kübra Kuş           | Turquía     | 20    | 46    | 43,5 % | 5                |
| 4    | Ana Milićević       | Serbia      | 20    | 39    | 51,3 % | 6                |
| 6    | Maria Bogachenko    | Israel      | 16    | 35    | 45,7 % | 6                |
| 6    | Toula Falvey        | Reino Unido | 16    | 28    | 57,1 % | 7                |
| 6    | Krisztina Garda     | Hungría     | 16    | 27    | 59,3 % | 6                |
| 6    | Monika Sedlaková    | Eslovaquia  | 16    | 28    | 57,1 % | 5                |
| 10   | Jelena Butić        | Croacia     | 15    | 50    | 30,0 % | 7                |

Fuente: 